# 歴史とは何か
『歴史とは何か』（れきしとはなにか、原題：What is History?）は、E・H・カーの著作の一つ。初版はマクミラン社から刊行された。1961年1-3月にケンブリッジ大学で行った「ジョージ・M・トレベリアン記念」での連続講演にもとづいている。「歴史は、現在と過去のあいだの終わりのない対話なのです」、また「過去は現在の光に照らされて初めて知覚できるようになり、現在は過去の光に照らされて初めて十分に理解できるようになるのです。人が過去の社会を理解できるようにすること、人の現在の社会にたいする制御力を増せるようにすること、これが歴史学の二重の働きです」といった文章は、力強く印象的な表現として、初版刊行時より多くの論者によって引用され、語られてきた。

## 内容
本書の最初は、「客観的な事実」を全面的に信頼し拝跪して歴史を記述しようと試みた近代歴史学の批判から始まる。ランケ流の実証史学の立場に立つJ.アクトンへの批判はくりかえされるが、しかし、本書の後半でアクトンが言及されるときには、自由＝革命＝理念の支配という等式を示しながら、現代の保守的ペシミズムの風潮への対置として、明らかな支持を表明している。
また、歴史学においても他の科学＝学問においても、客観性と主観性を截然と分けてきた近代主義を批判し、相対性理論以後の科学＝学問における主体と客体との相互関係性をくりかえし論じる。本書の第3講「歴史・科学・倫理」のとらえ方は、もっとも枢要であり、巻末の「第2版のための草稿」でも念を入れて他の論者の議論が多く引用されている。カーの講演・著作が1961年の作品だということを考えると、これは現代歴史学の著作として恐るべき現代性を表明していた。
本書は、マルク・ブロックの『歴史のための弁明』と並び、またリチャード・エヴァンズの『歴史学の擁護』とともに、歴史と歴史学を考えるすべての人が再読すべき基本的なテキストとされる。

## 刊行書誌
- 清水幾太郎 訳『歴史とは何か』岩波書店[5]〈岩波新書 青版〉、1962年3月。ISBN 4004130018。改版2014年11月。
- 木内信敬・高見幸郎 編注『What Is History?　歴史とは何か』音羽書房鶴見書店、1962年9月。ISBN 4755301645。英文の部分収録。
- 近藤和彦 訳『歴史とは何か 新版』岩波書店、2022年5月。ISBN 4000256742。
全面新訳。未完となった第2版のためのカーの序文、自叙伝、詳細な訳注・補注・略年譜や訳者解説を収録。

解説書
- 喜安朗・成田龍一・岩崎稔『立ちすくむ歴史　E・H・カー『歴史とは何か』から50年』せりか書房、2012年。ISBN 4796703128
- 「小特集：E・H・カーと『歴史とは何か』」『思想』1191号（2023年7月号）岩波書店